# Atletika na Letních olympijských hrách 2004 – 200 metrů muži
 Běh na 200 metrů mužů na Letních olympijských hrách 2004 se uskutečnil 24. a 26. srpna na Olympijském stadionu v Athénách.

## Výsledky finálového běhu
| *                | jméno              | země                   | čas   |
| ---------------- | ------------------ | ---------------------- | ----- |
| Zlatá medaile    | Shawn Crawford     | Spojené státy americké | 19,79 |
| Stříbrná medaile | Bernard Williams   | Spojené státy americké | 20,01 |
| Bronzová medaile | Justin Gatlin      | Spojené státy americké | 20,03 |
| 4                | Frankie Fredericks | Namibie                | 20,14 |
| 5                | Francis Obikwelu   | Portugalsko            | 20,14 |
| 6                | Stéphane Buckland  | Mauricius              | 20,24 |
| 7                | Tobias Unger       | Německo                | 20,64 |
| 8                | Asafa Powell       | Jamajka                | DNS   |